# Antony MacDonnell, 1:e baron MacDonnell

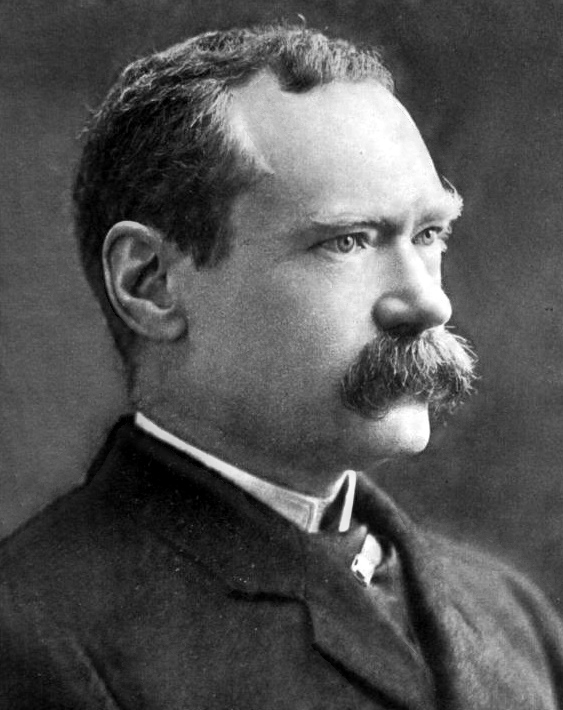
Antony MacDonnell, 1:e baron MacDonnell.

Antony Patrick Macdonnell, 1:e baron Macdonnell (av Swinford), född 7 mars 1844, död 9 juni 1925, var en irländsk och anglo-indisk statsman.
MacDonnell blev ämbetsman i Indien, 1889 tillförordnad regeringskommissarie i Burma och 1891 styresman ("chief commissioner") över Centralprovinserna. År 1893 blev Macdonnell tillförordnad viceguvernör över Bengalen, var 1893-1895 medlem av vicekungens råd samt 1895-1901 viceguvernör över Nordvästprovinserna och styresman i Oudh. Macdonnell erhöll 1893 knightvärdighet (sir Antony Macdonnell), blev 1902 medlem av Kronrådet och India Office samt utsågs samma år till understatssekreterare för Irland. 
Som sådan var han öns egentlige styresman under flera år framåt och verkade energiskt for den irländska frågans lösning genom införande av begränsad självstyrelse, delvis efter planer från den indiska administrationen. Dessa planer på så kallad "devolution" kritiserades skarpt i underhuset av ministern för Irland, Wyndham, och föranledde dennes avgång ur Balfours ministär (mars 1905). Macdonnell fortsatte som understatssekreterare vid ministärförändringen i december samma år och avgick först 1908. Då upphöjdes han till peer. Han räknades till överhusets mest ansedda auktoriteter i irländska frågor.